# Saint-Désiré
Saint-Désiré település Franciaországban, Allier megyében. Lakosainak száma 429 fő (2022. január 1.). Saint-Désiré Chazemais, Courçais, Saint-Éloy-d’Allier, Vallon-en-Sully, Viplaix, Culan, Saint-Vitte és Vesdun községekkel határos.

## Népesség
A település népessége az elmúlt években az alábbi módon változott:
| Lakosok száma | 731  | 498  | 442  | 467  | 433  | 434  | 447  | 444  | 441  | 429  |
|               | 1968 | 1982 | 1990 | 2006 | 2013 | 2015 | 2017 | 2019 | 2020 | 2022 |